# Jérémie (archevêque de Sens)
Pour les articles homonymes, voir Jérémie (homonymie).
Jérémie, mort le 7 décembre 828, est chancelier puis archevêque de Sens, attesté dans cette fonction de 822 à sa mort.

## Biographie
Jérémie ou Hiérémias est chancelier à la fin du règne de Charlemagne,. Il est attesté dans cette fonction par un seul diplôme, daté du 9 mai 813. On considère habituellement, sans preuve certaine, qu'il s'agit de la même personne que l'archevêque de Sens.
Jérémie est cité en tant qu'archevêque de Sens dans trois chartes de Louis le Pieux, le 18 mai 822, le 9 mai 825 et le 9 mai 827, cette dernière étant perdue. C'est dans la première des trois qu'il est attesté pour la première fois comme archevêque de Sens.
Archevêque de Sens, Jérémie est consulté par Amalaire de Metz sur la manière d'orthographier le nom de Jésus. Il ordonne l'évêque d'Auxerre Angelelme et donne son accord à l'évêque d'Orléans, Jonas, à propos de l'octroi de la liberté d'élection abbatiale à l'abbaye Saint-Mesmin de Micy. Jérémie ordonne prêtre Aldric, son futur successeur.
En 825, Louis le Pieux le nomme missus dominicus dans sa province ecclésiastique de Sens, avec le comte Donat. 
En décembre 825, Louis le Pieux envoie Jérémie et Jonas d'Orléans à Rome auprès du pape Eugène II pour lui soumettre le résultat du concile de Paris de 825 sur le culte des images,. Louis le Pieux recommande à ses deux envoyés d'être diplomates. Jérémie est de retour à la cour avant le 9 mai 826, date à laquelle sa présence y est attestée.
C'est soit pour Jérémie soit pour un de ses successeurs, Aldric puis Wenilon, qu'est collationné le manuscrit appelé Pontifical de Sens, qui contient notamment la liturgie du sacre et couronnement.
Il meurt le 7 décembre 828,,, date indiquée dans les annales de l'abbaye Sainte-Colombe de Saint-Denis-lès-Sens et dans le martyrologe du diocèse de Sens. Rédigée peu avant le 25 décembre 828, la lettre de convocation aux grands conciles de 829 indique la vacance du siège épiscopal de Sens. Son successeur, Aldric, est sacré le 6 juin 829.